# Bukit Berangkat
Bukit Berangkat är en kulle i Indonesien.   Den ligger i provinsen Aceh, i den västra delen av landet, 1 600 km nordväst om huvudstaden Jakarta. Toppen på Bukit Berangkat är 341 meter över havet, eller 317 meter över den omgivande terrängen. Bredden vid basen är 3,2 km.
Terrängen runt Bukit Berangkat är platt. Havet är nära Bukit Berangkat åt nordost.Runt Bukit Berangkat är det tätbefolkat, med 442 invånare per kvadratkilometer. Omgivningarna runt Bukit Berangkat är en mosaik av jordbruksmark och naturlig växtlighet.